# Hammel GF Fodbold
Hammel GF Fodbold er en afdeling under Hammel Gymnastik Forening, og en dansk fodboldklub fra Østjylland. Klubben ligger i øjeblikket i Serie 2. 
Til dagligt holder klubben til på Hammel Stadion, men er nok mest kendt for at have opfostret landsholdsspilleren Leon Andreasen.

## Siden årtusindeskiftet – 10'erne
Efter en skuffende efterårssæson 2009, hvor Hammels 1. hold var 1 point fra oprykning til serie 2, valgte træner Erik Søndergaard at træde af som 1. holdstræner. 
Som afløser overtog Mikkel Rasmussen pr. 23/1-2010 holdet. Han stammer oprindelig fra Viborg og har i sin karriere været tilknyttet Ålborg Chang, inden han kom til Skovbakken, hvor har har trænet ynglingemester 1 og herreserie 1.